# Commonwealth Games 1982/Badminton (Mannschaft)
Folgend die Ergebnisse und Platzierungen bei den Commonwealth Games 1982 im Mannschaften im Badminton.

## Ergebnisse

### Gruppe 1
| Mannschaft 1 | Mannschaft 2 | Ergebnis |
| ------------ | ------------ | -------- |
| England      | Australien   | 5-0      |
| England      | Schottland   | 5-0      |
| England      | Kenia        | 5-0      |
| England      | Nordirland   | 5-0      |
| England      | Indien       | 5-0      |
| Australien   | Schottland   | 3-2      |
| Australien   | Kenia        | 5-0      |
| Australien   | Nordirland   | 5-0      |
| Australien   | Indien       | 4-1      |
| Indien       | Schottland   | 3-2      |
| Indien       | Kenia        | 5-0      |
| Indien       | Nordirland   | 3-2      |
| Schottland   | Kenia        | 5-0      |
| Schottland   | Nordirland   | 4-1      |
| Nordirland   | Kenia        | 5-0      |

### Gruppe 2
| Mannschaft 1 | Mannschaft 2 | Ergebnis |
| ------------ | ------------ | -------- |
| Kanada       | Neuseeland   | 4-1      |
| Kanada       | Simbabwe     | 5-0      |
| Kanada       | Malaysia     | 3-1      |
| Kanada       | Hongkong     | 4-1      |
| Kanada       | Isle of Man  | 5-0      |
| Neuseeland   | Simbabwe     | 5-0      |
| Neuseeland   | Malaysia     | 5-0      |
| Neuseeland   | Hongkong     | 4-1      |
| Neuseeland   | Isle of Man  | 5-0      |
| Hongkong     | Malaysia     | 3-2      |
| Hongkong     | Simbabwe     | 5-0      |
| Hongkong     | Isle of Man  | 5-0      |
| Malaysia     | Simbabwe     | 5-0      |
| Malaysia     | Isle of Man  | 5-0      |
| Isle of Man  | Simbabwe     | 4-1      |

### Halbfinale
| Mannschaft 1 | Mannschaft 2 | Ergebnis |
| ------------ | ------------ | -------- |
| England      | Neuseeland   | 5-0      |
| Kanada       | Australien   | 4-1      |

### Spiel um Bronze
| Mannschaft 1 | Mannschaft 2 | Ergebnis |
| ------------ | ------------ | -------- |
| Australien   | Neuseeland   | 3-2      |

## Endstand
| Platz    | Name | Land        |
| -------- | --- | ----------- |
| Gold     | Dipak Tailor, Duncan Bridge, Gillian Clark, Helen Troke, Karen Beckman, Karen Chapman, Martin Dew, Nick Yates, Sally Podger, Steve Baddeley                      | England     |
| Silber   | Claire Backhouse, Denyse Julien, Jane Youngberg, Johanne Falardeau, Keith Priestman, Mark Freitag, Pat Tryon, Paul Johnson, Bob MacDougall, Sandra Skillings     | Kanada      |
| Bronze   | Audrey Swaby, Darren McDonald, Jane Forrest, Jennifer Cunningham, Julie McDonald, Mark Harry, Maxine Evans, Michael Scandolera, Paul Robert Morgan, Trevor James | Australien  |
| 4.       | Allison Sinton, Chris Bullen, Graeme Robson, John Miles, Philip Horne, Robin Denton, Steve Wilson, Toni Whittaker                                                | Neuseeland  |
| Vorrunde | Ong Beng Teong, Leong Choi Lean, James Selvaraj, Katherine Swee Phek Teh, Razif Sidek                                                                            | Malaysia    |
| Vorrunde | Amjid Rasul, John Mwangi, N. K. Shah, Naila Valani, Shamin Noormohamed                                                                                           | Kenia       |
| Vorrunde | Alex White, Alison Fulton, Charlie Gallagher, Christine Heatly, David Shaylor, Gordon Hamilton, Linda Gardner, Pamela Hamilton                                   | Schottland  |
| Vorrunde | Ann Crossan, Clifford McIlwaine, Diane Underwood, Linda Andrews, Peter Ferguson, Bill Thompson                                                                   | Nordirland  |
| Vorrunde | Dennis Moore, Muriel Cain, Philip Mead, Roberta Cannell | Isle of Man |
| Vorrunde | Ann Folcarelli, Gerrit Malan, Marie Green, Peter Revans, Peter Richmond, Trish Donaghy                                                                           | Simbabwe    |
| Vorrunde | Ami Ghia, Kanwal Thakar Singh, Amita Kulkarni, Leroy D’sa, Pradeep Gandhe, Syed Modi, Vandana Chiplunkar, Vikram Singh                                           | Indien      |
| Vorrunde | Amy Chan, Tong Chun Mui, Wong Har Ping, Wong Lap Chuen, Wong Man Hing, Chan Tin Cheung, Sze Yu                                                                   | Hongkong    |